# Празький град
Празький град, або Празький замок (лат. Castrum Pragense, чеськ. Pražský hrad) — королівський замок (бург) у Празі, Чехія. Резиденція правителів Богемського королівства, деяких імператорів Священної Римської імперії. Від 1918 року — резиденція президента Чехословацької республіки, а з 1993 — Чеської. Відомий з IX ст. Надалі розширявся й добудовувався, доки не став одним із найбільших замкових комплексів у світі. Згідно з Книгою рекордів Гіннеса, маючи довжину 570 м і ширину 130 м, він є найбільшим замком у світі. Частиною комплексу є собор святого Віта — головний кафедральний собор Праги, в якому поховано багато видатних правителів Чехії, а також є гробниця святого Яна Непомуцького.

## Виникнення та розвиток
Височина Празького граду була заселена ще за часів неоліту. Археологами було знайдено поселення культури лінійно-стрічкової кераміки, та культури накільчатої кераміки на території Лумбего саду. Звідти ж походять і свідчення, що з епохи енеоліту й пізніше тут підтверджуються поховання, що належать до культури шнурової кераміки та унетицької культури.
У 1980-х роках археологам вдалося довести існування давнішого поселення, ніж про те свідчили писемні джерела, які вказують, що князь Борживой I з Пржемисловичів побудував тут церкву Діви Марії приблизно у 885 році. Впродовж 9-го століття тут вже, швидше за все, було укріплення, хоча невідомо, що знаходилося за його стінами.

### Празький град у ранньому середньовіччі
Побудову власне граду, що чеською мовою означає замок, розпочав, швидше за все, син Боржівоя Спитігнєв І. Городище Пржемисловичів не перевищувало за розмірами сьогоднішню площа замку. Крім західної частини він був оточений крутими схилами, а з північної сторони, на місці Оленячого рову, пробігав струмок. Із західної сторони, між сучасною Градчанською площею та первісним подвір'ям граду, було зі зрозумілих причин викопано рів, завглибшки 30 метрів та 24 метрів завширшки. Через рів до головних воріт вів міст. Крім того, навколо городища було збудовано дерев'яну стіну на глиняному валу та кілька охоронних веж, три з яких слугували за брами. Між західною та східною брамами було прокладено бруківку.
Під час правління Вратіслава І у Граді було збудовано другу церкву та освячено на честь св. Юрія Змієборця (Їржі). До 973 року вона виконувала функції головної церкви для князівського двору та цілої Чехії. Князь Вацлав дав дозвіл на будівництво у Граді третьої церкви: ротонди св. Віта, до якої поклав святі мощі, що дісталися йому у подарунок від східнофранкського короля Генріха І Птахолова. Після заснування єпископства у 973 році ротонда стала кафедральним єпископським собором і найважливішою церквою Чехії.
Церковні споруди того часу вже були збудовані з каменю, тоді як княжий палац та службові споруди ще залишалися дерев'яними.
Близько 970 року біля церкви св. Георгія було засновано жіночий бенедиктинський монастир. Пізніше Болеслав ІІ провів чудову перебудову церкви, яка перетворилася на базиліку дороманського стилю. Базиліка також слугувала для поховання членів панівної династії.
Під час правління князів та першого чеського короля Вратіслава ІІ як резиденція правителів деякий час використовувався Вишеград, але у Празькому граді продовжувалося будівництво. Дерев'яну стіну замінила кам'яна з трьома брамами: Чорна вежа на сході, Біла вежа на заході, та Південна вежа, що слугувала як чорний хід.
Вже близько 1060 року згідно з наказом Спитігнєва ІІ ротонда св. Віта була зруйнована, а на її місці збудована базиліка, попередниця готичного кафедрального собору. Тринефний романський храм з білої опоки був 70 метрів завдовжки, й на той час найбільшим у чеських землях. До церкви св. Георгія було додано дві вежі, а дерев'яний палац було перебудовано на кам'яний.

### Празький град у добі пізнього середньовіччя
Король Пржемисл Отакар II був за своєї доби одним із найшанованіших володарів Європи. Тому статусу відповідали й будови у Граді. Вже у перші роки свого правління він мав намір удосконалити укріплення, особливо найуразливіші з західного краю. Рови там були розширені, а вхід до Чорної вежі на сході було зруйновано. Отокар II збудував також королівський палац для представницьких та житлових потреб.
Розмах готичного стилю починається при Люксембургах. У 1344 році Карл IV, тоді ще принц та маркграф Моравський, разом зі своїм багаторічним приятелем Ернестом з Пардубіц, та своїм батьком Яном Люксембурзьким, закладає кам'яний собор св. Віта у зв'язку з підвищенням празького єпископства до архієпископства. Головним архітектором було призначено Матвія з Аррасу, а пізніше Петра Парлержа. То є тринефний храм з поперечним нефом, портиком та оточений капличками. Найвідоміша з них це каплиця св. Вацлава, збудована над його домовиною. Велика, або Дзвонова, вежа, 109 метрів заввишки, була закладена Парлержем, але завершена аж у 1554 році. У році 1770 була увінчана бароковою маківкою. Західна частина: фасад з 80-метровими вежами, була прибудована у 19 та на початку 20 століть, за проектом Йозефа Моцкера. Після його смерті у 1899 керівництво будівництвом узяв Йоже Плечнік. Собор було завершено у 1929. Окрім іншого слугує за скарбницю, де зберігаються чеські коронні дорогоцінності, мавзолей королів та галерею їх скульптурних та малярських портретів.

### Президентський палац
Після створення Першої республіки Град було оновлено для виконання нових функцій. То було зроблено архітектором словенського походження Йоже Плечником під патронатом першого Президента Томаша Масарика. Плечнік спроектував також мощений двір президентської резиденції та оновив сади навколо Граду. Сам Плечнік був іноземцем, запрошеним викладати в університеті прикладних мистецтв у Празі, та виграв тендер на реконструкцію, тому його праця підпадала чималій критиці сучасників. Він сам не дожив до завершення розпочатої праці. Так, наприклад, виставкова зала у манежі Празького граду була завершена вже після війни у 1949 році під керівництвом його наступника Павла Янака.

## Світлини

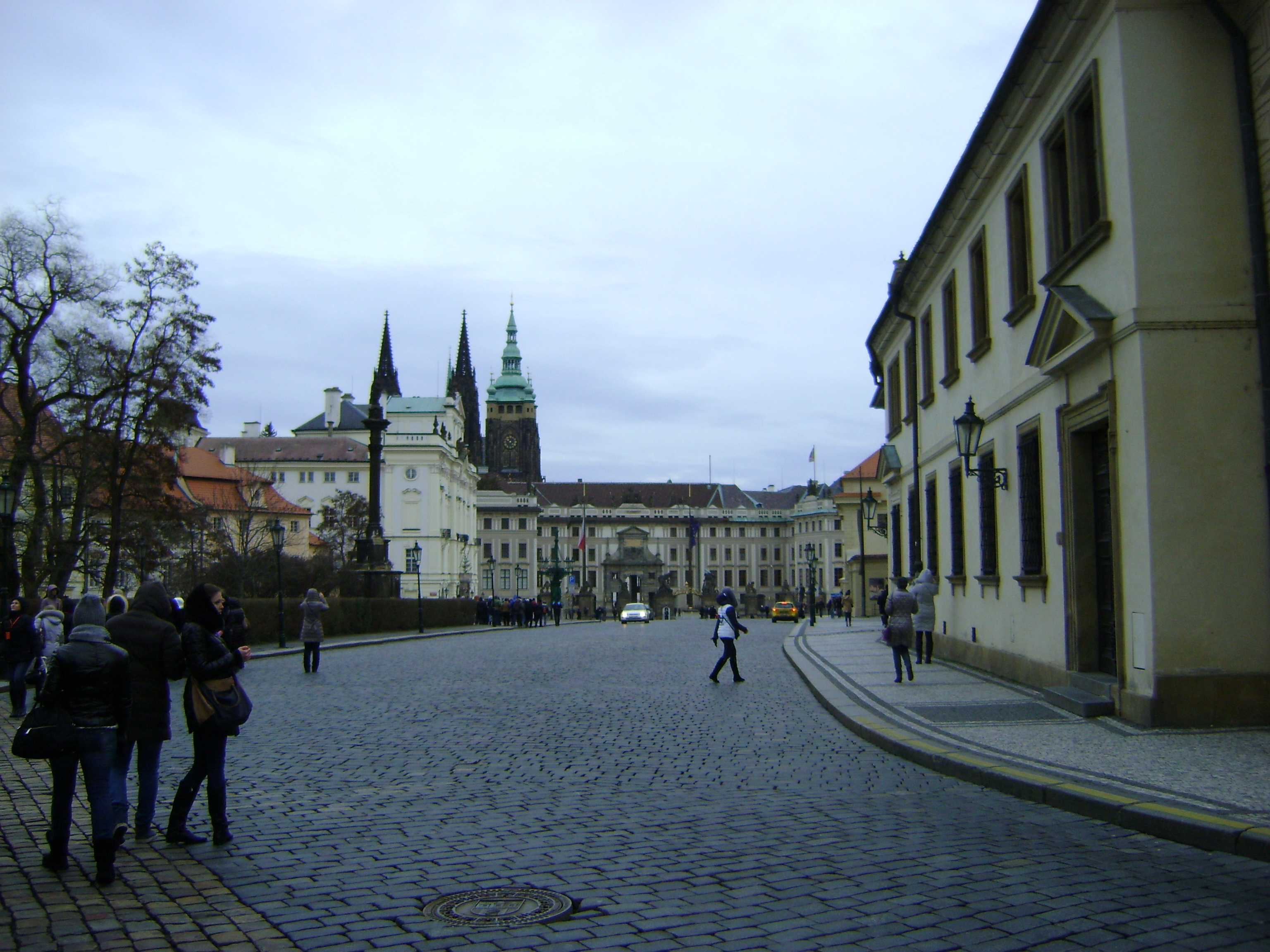
Вид на празький Град.
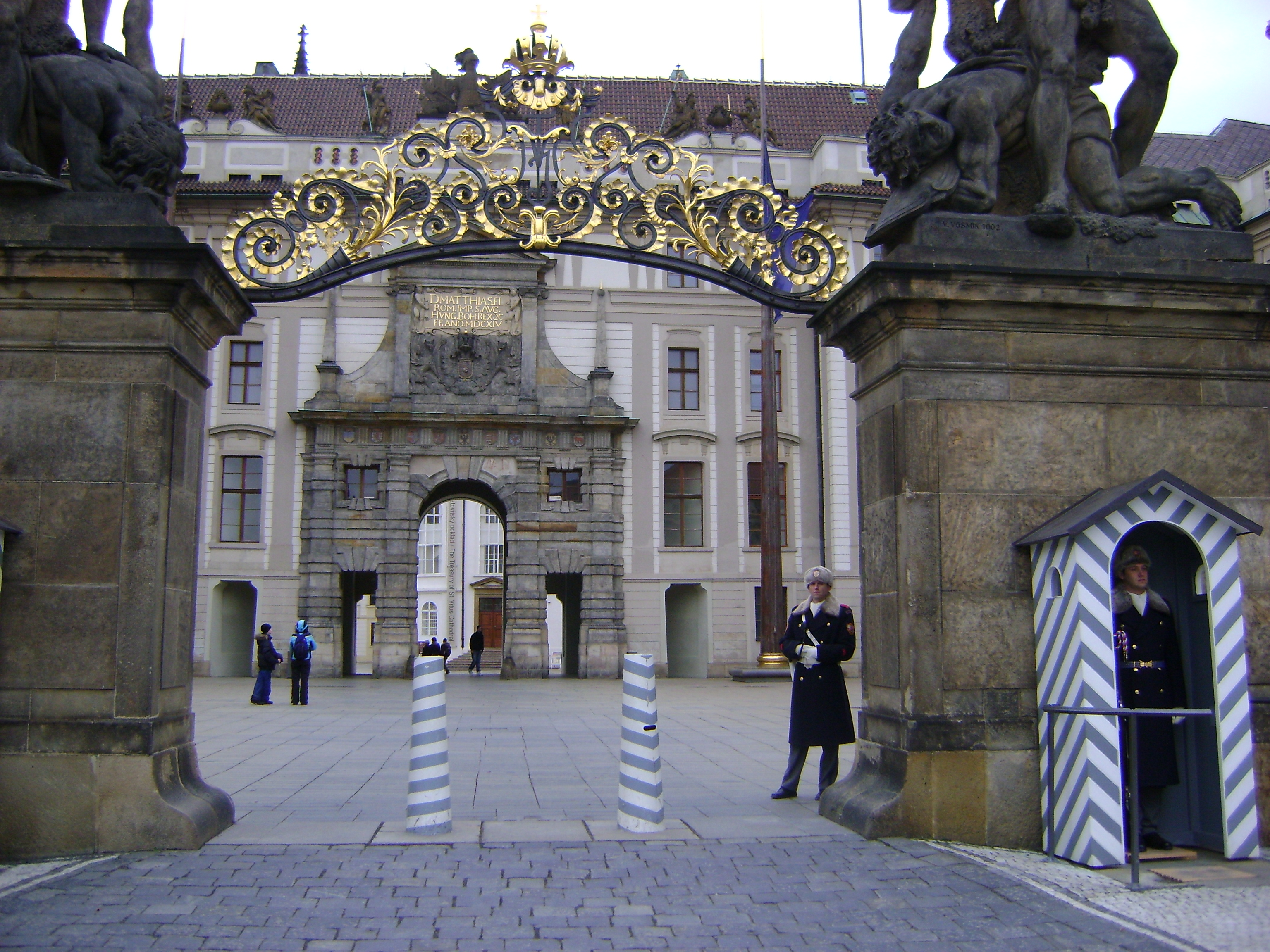
Ворота празького Граду.
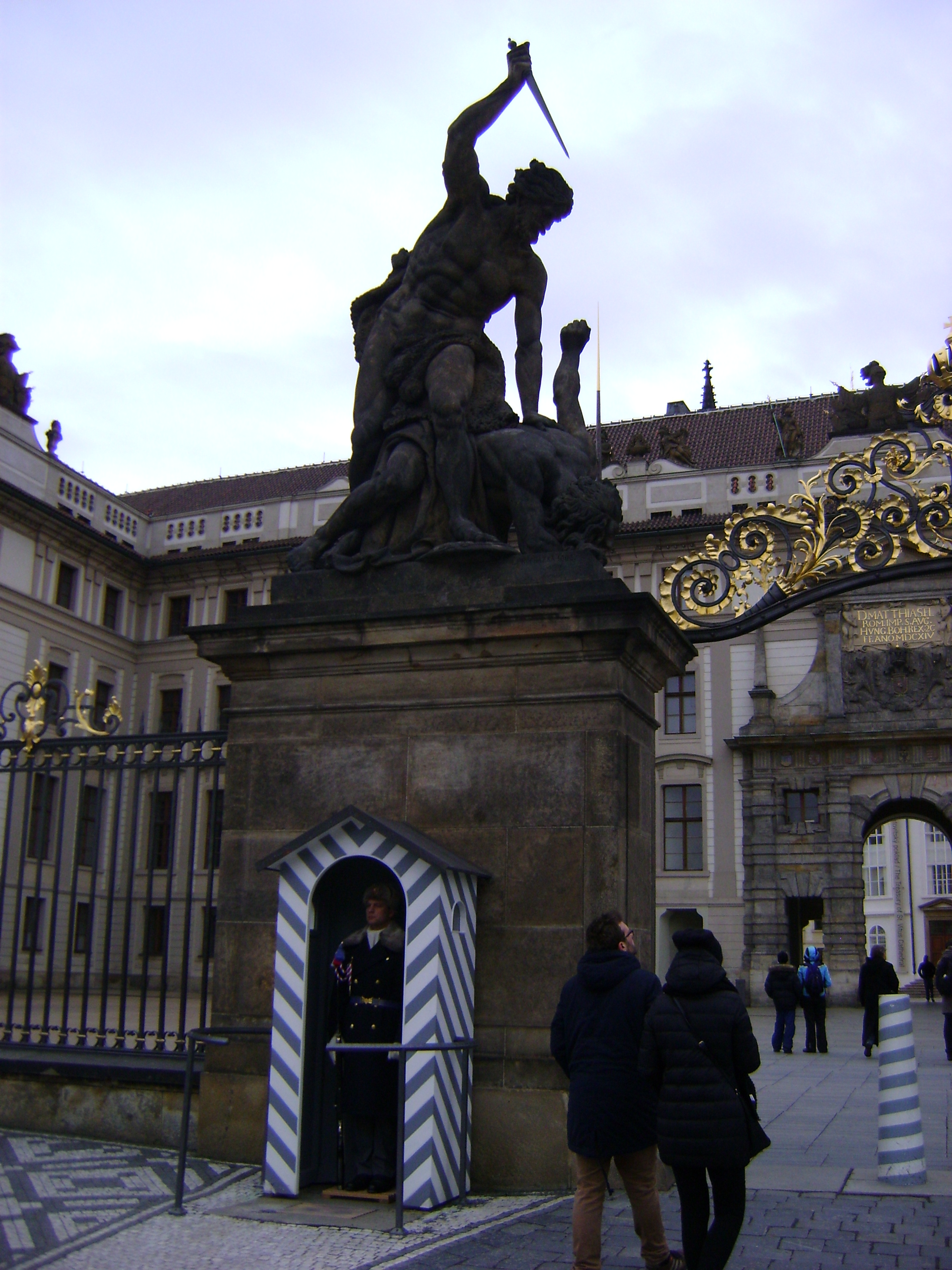
Ворота Граду - ліворуч.
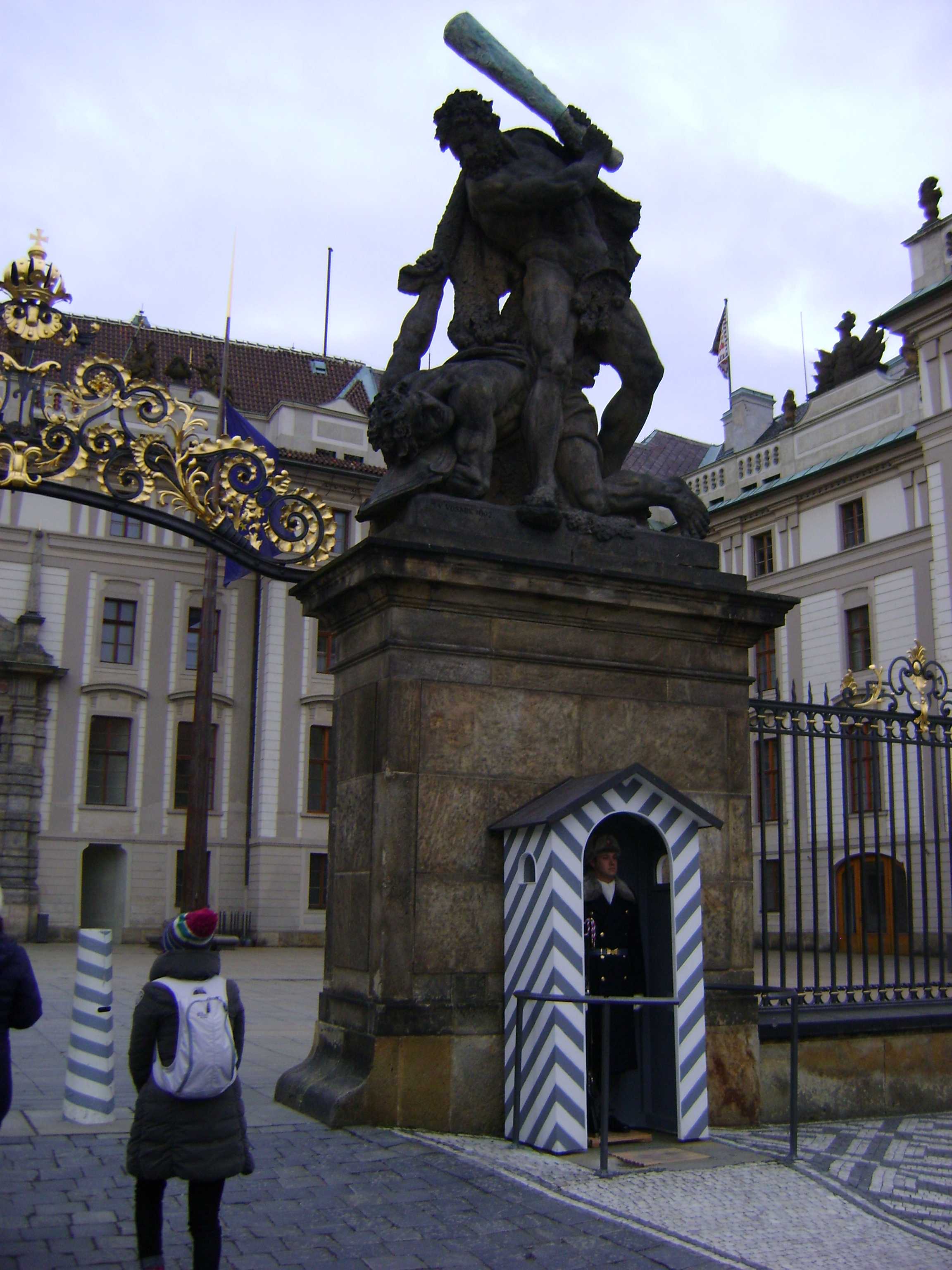
Ворота Граду - праворуч.
Собор святого Віта.
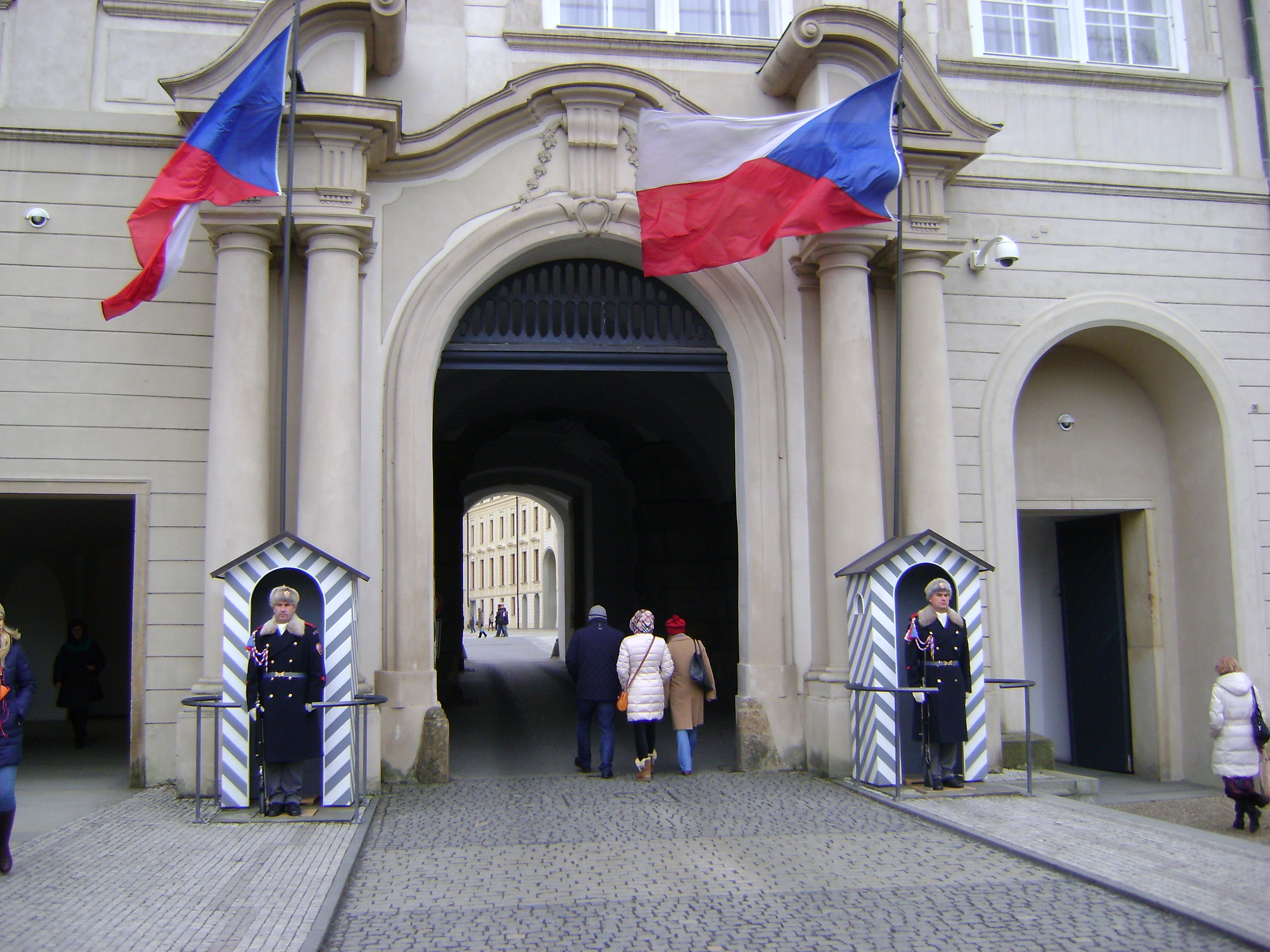
Вихід з Граду.
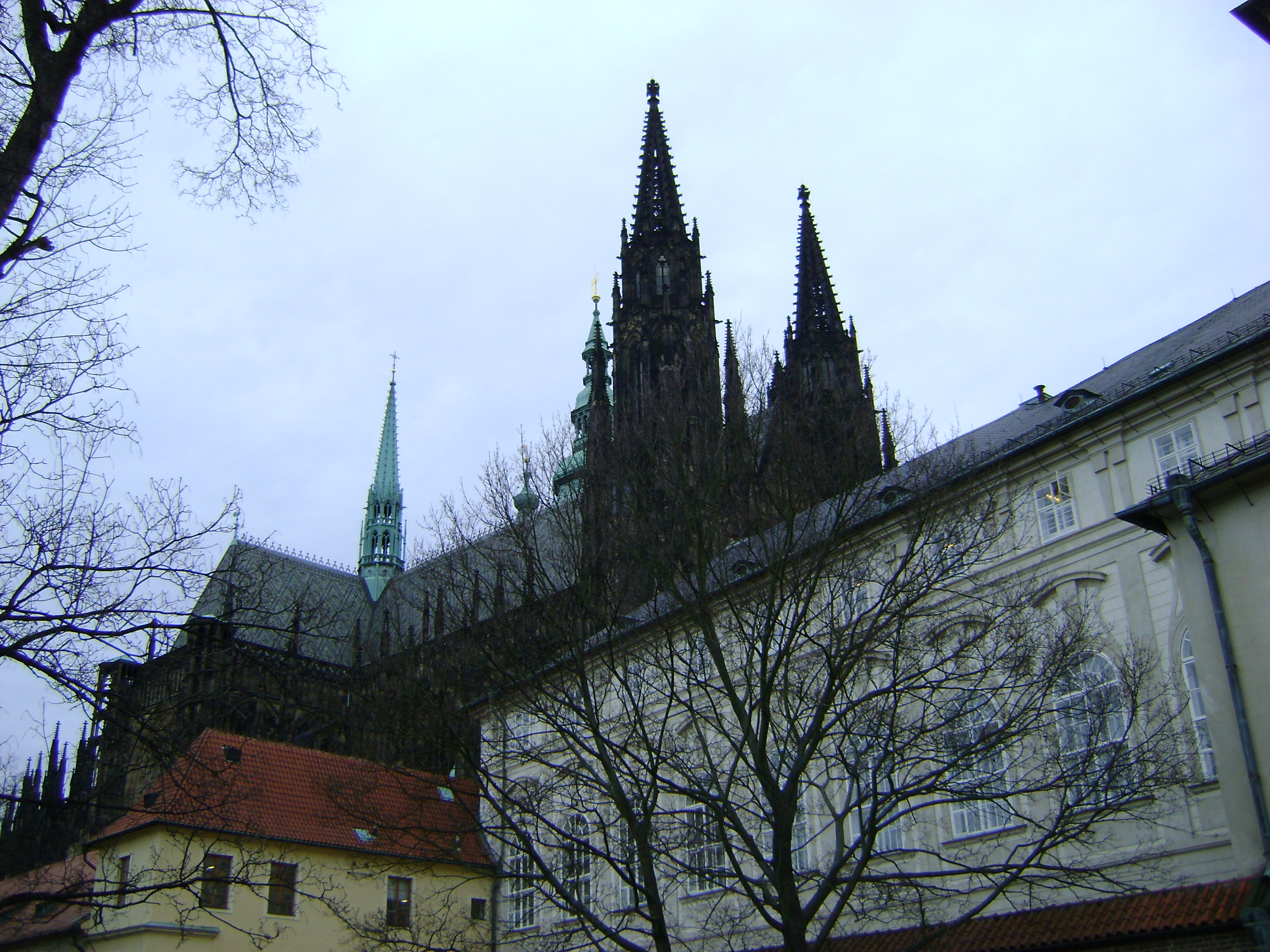
Вид на Град.
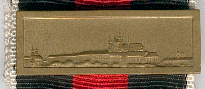
Застібка із зображенням Празького граду до медалі «У пам'ять 1 жовтня 1938»

## Джерела

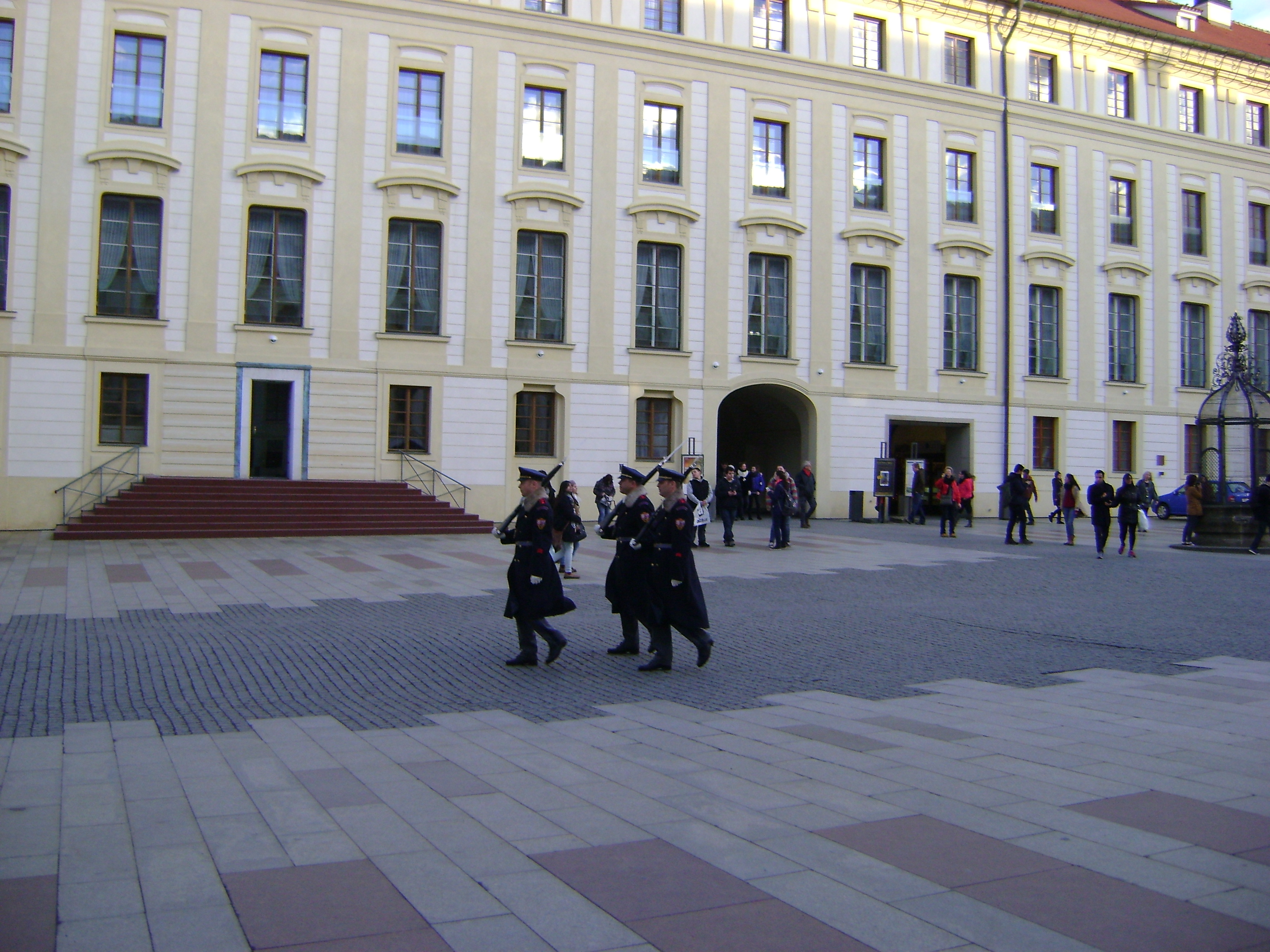
Хода почесної варти.

### Загальні
- Umělecké památky Prahy 4. Pražský hrad a Hradčany. Praha 2000. ISBN 80-200-0832-2.
- Chotěbor Petr, Pražský hrad, podrobný průvodce, Praha 1994.

### Празький град у середньовіччі
- Ivana Boháčová: Pražský hrad v období velkomoravském. (Die Prager Burg in Großmährischer Zeit). In: Richard Marsina/ Alexander Ruttkay (Hrsg.): Svätopluk 894—1994. Nitra 1997, S. 33-40.
- Ivana Boháčová: Zum Befestigungssystem der Přemyslidenburgen (am Beispiel der archäologischen Untersuchungen in der Prager Burg und in Stará Boleslav). In: Joachim Henning / Alexander T. Ruttkay (Hrsg.): Frühmittelalterlicher Burgenbau in Mittel- und Osteuropa. Tagung Nitra 7.-10. Oktober 1996. Bonn 1998, S. 37-47.
- Ivana Boháčová: Das archäologische Areal auf dem III. Hof der Prager Burg und seine Bedeutung für die Erforschung der Chronologie Mittelböhmens im frühen Mittelalter. (Archeologický areál III. nádvoří Pražského hradu a jeho význam v kontextu studia chronologie středních Čech.) In: Luděk Galuška / Pavel Kouřil / Z. Měřinský (Hrsg.): Velká Morava mezi východem a západem. Großmähren zwischen West und Ost. Sborník příspěvků z mezinárodní vědecké konference Uherské Hradiště, Staré Město 28.9-1.10.1999. Spisy archeologického ústavu AV ČR Brno 17. Brno 2001. S. 69-75.
- Castrum Pragense 1. Praha 1988.
- Castrum Pragense 2. Praha 1999.
- Tomáš Durdík/ Petr Chotěbor: Zur Gestalt des romanischen Palas der Prager Burg. In: Schloß Tirol. Saalbauten und Burgen des 12. Jahrhunderts in Mitteleuropa. Forschungen zu Burgen und Schlössern 4. München, Berlin 1998. S. 197—204.
- Jan Frolík: Prague Castle — 70 Years of Archaeological Excavations. In: Čeněk Staňa / Lumír Poláček (Hrsg.): Frühmittelalterliche Machtzentren in Mitteleuropa. Mehrjährige Grabungen und ihre Auswertung. Symposion Mikulčice 5.-9. September 1994. Internationale Tagungen in Mikulčice 3. Spisy Arch. Ústavu AV ČR Brno 6. Brno 1996. S. 159—166.
- Jan Frolík: Nejstarší církevní architektura na Pražském hradě — současný stav pozňání. (Zur ältesten Kirchenarchitektur auf der Prager Burg — gegenwärtiger Erkenntnisstand.) In: Luděk Galuška / Pavel Kouřil / Z. Měřinský (Hrsg.): Velká morava mezi východem a západem. Großmähren zwischen West und Ost. Sborník příspěvků z mezinárodní vědecké konference Uherské Hradiště, Staré Město 28.9-1.10.1999. Spisy archeologického ústavu AV ČR Brno 17. Brno 2001. S. 107—113.
- Jan Frolík / Milena Bravermanová, Die Prager Burg. In: Alfried Wieczorek/ Hans-Martin Hinz (Hrsg.): Europas Mitte um 1000. Bd. 1. Stuttgart 2000, S. 376—378.
- Frolík, J./ Maříková-Kubková, J. / Růžičková, E. / Zeman, A.: Nejstarší sakrální architektura Pražského hradu. Výpověd´ archeologických pramenů. (Die ältesten Kirchenbauten der Prager Burg aufgrund der archäologischen Quellen.) Castrum Pragense 3. Praha 2000.
- Jan Frolík / Zdeněk Smetánka: Archeologie na Pražském hradě. Praha, Litomyšl 1997.
- F. Kašička: Staré purkrabství Pražského hradu — výsledky poslední stavebně historické analýzy. (Der Alte Burggrafenpalast in der Prager Burg — Ergebnisse der letzten bauhistorischen Analyse.) Archaeologica Historica 14, 1989, S. 203—212.
- F. Kašička: Ze starší historie Ústavu šlechtičen na Pražském hradě. (Aus der älteren Geschichte des Instituts der Edelfrauen auf der Prager Burg.) Archaeologica Historica 22, 1997, S. 129—144.
- D. Líbal: Stavební vývoj Starého paláce Pražského hradu do husitských válek do úrovně Vladislavského sálu. (Bauentwicklung des Alten Palastes der Prager Burg bis zu den Husittenkriegen und bis zum Niveau des Wladislawschen Saales.) Castellologica bohemica 7, 2000, S. 61-74.
- Mediaevalia Archaeologica 3 (Praha 2001).
- Jiři Sláma: Hrob K1 na Pražském hradě. (Das Grab K1 auf der Prager Burg.) Studia Mediaevalia Pragensia 4. Praha 1999. S. 117—122.
- K. Tomková: Noch einmal zu den Anfängen der Prager Burg. (Ještě jednou k pocátkům Pražského hradu). In: Kubková, J./ Klápště, J./ Ježek, M./ Meduna, P. et al. (Hrsg.), Život v archeologii středověku. (Das Leben in der Archäologie des Mittelalters). Festschrift M. Richter und Z. Smetánka. Praha 1997, S. 630—638.